# Morocco Tennis Tour
Morocco Tennis Tour bezeichnet eine Serie von Tennisturnieren, die im Rahmen der ATP Challenger Tour ausgetragen wurden. Die Turniere wurden in verschiedenen marokkanischen Städten von 2007 bis 2016 ausgetragen. Zur Serie gehörten:
- Morocco Tennis Tour Casablanca I, ein Tennisturnier in Casablanca
- Morocco Tennis Tour Casablanca II, ein Tennisturnier in Casablanca
- Morocco Tennis Tour Kenitra, ein Tennisturnier in Kenitra
- Morocco Tennis Tour Marrakesch, ein Tennisturnier in Marrakesch
- Morocco Tennis Tour Meknès, ein Tennisturnier in Meknès
- Morocco Tennis Tour Mohammedia, ein Tennisturnier in Mohammedia
- Morocco Tennis Tour Rabat, ein Tennisturnier in Rabat
- Morocco Tennis Tour Tanger, ein Tennisturnier in Tanger